# Déjà Vu (ストリップクラブ)
Déjà Vu（デジャブ）は、アメリカ合衆国で展開するストリップクラブ。2006年時点、アメリカ16州で約75のストリップクラブを経営している。1987年にシアトルで第一号店をオープンした。アメリカの他に、カナダのトロントやフランスのパリにもクラブがある。本社所在地はミシガン州ランシング。

## 概要
Déjà Vuが経営するクラブは、"Déjà Vu Showgirls"、"Larry Flynt's Hustler Club"、"Dream Girls"などと呼ばれている。サンフランシスコにあるストリップクラブやアダルトショップのほとんどはDéjà Vuが経営しているが、"Centerfold"、 "Showgirls"、 "Little Darlings"、 " Roading 20's"などと様々である。
クラブではフルヌードのダンスが行われ、ラップダンスのサービスもある。クラブのほとんどはアルコール類はおいていないが、これはアルコール販売の規制によるものである。
クラブのダンサー達はDéjà Vuの従業員ではないため、彼女達の収入はチップやラップダンス料から支払われる。チップやラップダンス料の3分の1はクラブの従業員に支払われる。